# Semirhynchia dumbrodiana
Semirhynchia dumbrodiana är en insektsart som först beskrevs av Louis Albert Péringuey 1910.  Semirhynchia dumbrodiana ingår i släktet Semirhynchia och familjen Nemopteridae. Inga underarter finns listade i Catalogue of Life.